# Joe Rappold
Josef „Joe“ Rappold (* 16. November 1966 in Baden bei Wien; † 8. Juli 2015 in Wien) war ein österreichischer Journalist, Radiomoderator und Redakteur.

## Familie
Joe Rappold wuchs ohne Vater in bäuerlichen Verhältnissen, im Haushalt seiner Großeltern, in der Gemeinde Enzesfeld-Lindabrunn auf. Seine Mutter und sein jüngerer Bruder sind beide gehörlos. 
Er war nicht verheiratet und hinterließ einen Sohn (* 1989) und eine Enkeltochter (* 2015).

## Ausbildung
Joe Rappold besuchte zuerst die Volksschule in seinem Heimatort Enzesfeld-Lindabrunn und später die Hauptschule in Hirtenberg. Nach einem polytechnischen Lehrgang absolvierte er eine Lehre zum Installateur und Zentralheizungsbauer, welche er mit ausgezeichnetem Erfolg abschloss.

## Beruflicher Werdegang
Nach einer kurzen Tätigkeit als Requisiteur und Bühnentechniker am Theater in der Josefstadt verfolgte er eine Karriere als Verkaufsangestellter beim Sanitärgroßhandel Bruckner & Nowak.
Seinen ersten beruflichen Kontakt zum Medium Radio hatte er, als er für den Ferienradiosender Radio Lignano einen Sommer lang moderierte.

### Hitradio Ö3
1993 begann er als Praktikant seine Karriere beim ORF. In den ersten Jahren war er hauptsächlich als Redakteur eingesetzt, doch schon nach kurzer Zeit wurde man auf sein sprachliches Talent und seine außergewöhnliche Stimme aufmerksam. 
In den Jahren 1997 und 1998 moderierte er als „Pepi“ gemeinsam mit Harry Raithofer den Ö3 Wecker. Durch seine unverwechselbare Betonung des Ausspruchs „Morgen!“ (umgangssprachlich für Guten Morgen) und die lustige Darstellung der Figur „Pepi“ in teils selbst entwickelten Sketches erlangte er schnell nationale Beliebtheit und einen großen Bekanntheitsgrad. 
Nach seiner erfolgreichen Zeit im Ö3 Wecker bekam er seine eigene Talk-Radio-Sendung, die auch von ihm konzeptioniert wurde. „Joe’s Nachtclub – Wo alles erlaubt und nichts verboten ist“ war in den Nächten von Samstag auf Sonntag zwischen 0:00 Uhr und 2:00 Uhr zu hören und verhalf Rappold zu einem erfolgreichen Imagewandel vom Morgenkomiker zum ernstzunehmenden Programmentwickler und Moderator.
In diesem Talkradioformat standen die Hörer und deren Geschichten und Meinungen zu pikanten Themen im Vordergrund.  
Im gleichen Zeitraum entwickelte und moderierte er auch die Sendeformate „Solid Gold“ und „Liebe und so weiter“.

### Weitere Engagements
Nach der Beendigung der Zusammenarbeit mit Hitradio Ö3 engagierte ihn im Herbst 2002 die Sozialdemokratische Partei Österreichs als Moderator der Wahlkampfauftritte des späteren Bundeskanzlers Alfred Gusenbauer bei dessen „Alfred Gusenbauer – von Mensch zu Mensch Tour“ im Rahmen des Nationalratswahlkampfes der SPÖ. 
Es folgte ein zweijähriger Ausflug in die Welt des Fernsehens, nach dem er wieder zum Medium Radio zurückkehrte und 2005 bis 2006 bei dem privaten Sender Radio 88.6 als Redakteur und Chef vom Dienst unter Vertrag stand.
Die SPÖ setzte ein weiteres Mal auf Rappold, der noch einmal die Shows der österreichweiten „Tour de Chance“ für Alfred Gusenbauer moderierte und diesen somit beim Gewinn der Nationalratswahl 2006 unterstützte.

### Radio Wien
Seit 2007 war Joe Rappold als Redakteur, Chef vom Dienst, Producer und Moderator bei Radio Wien tätig. Er entwickelte in dieser Zeit zahlreiche Sondersendungen und unterstützte außerdem die Ö1 Help Redaktion. Im Jahr 2012 erfüllte er sich einen weiteren Traum und wurde Kolumnist der Badener Zeitung.
Am 8. Juli 2015 verstarb Rappold nach langer, schwerer Krankheit 48-jährig in Wien.